# Alatoz
Alatoz ist ein Ort und eine Gemeinde (municipio) mit nur noch 497 Einwohnern (Stand: 2024) im Osten der Provinz Albacete in der Autonomen Region Kastilien-La Mancha im Südosten Spaniens. Der Ort liegt an der Ruta de la Lana, einem mittelalterlichen Handels- und Pilgerweg.

## Lage und Klima
Alatoz liegt im Südosten Neukastiliens gut 47 km (Fahrtstrecke) nordöstlich der Provinzhauptstadt Albacete in einer Höhe von ca. 860 m. Das Klima im Winter ist gemäßigt, im Sommer dagegen warm bis heiß; die eher geringen Niederschlagsmengen (ca. 385 mm/Jahr) fallen – mit Ausnahme der nahezu regenlosen Sommermonate – verteilt übers ganze Jahr.

## Bevölkerungsentwicklung
| Jahr      | 1857  | 1900  | 1950  | 2000 | 2019 |
| Einwohner | 1.115 | 1.192 | 1.541 | 661  | 519  |

Infolge der Mechanisierung der Landwirtschaft, der Aufgabe bäuerlicher Kleinbetriebe und des daraus resultierenden Verlusts von Arbeitsplätzen ist die Einwohnerzahl der Gemeinde seit der Mitte des 20. Jahrhunderts deutlich gesunken (Landflucht).

## Wirtschaft
Der Ort ist immer noch hauptsächlich agrarisch orientiert; früher war die Weidewirtschaft und die Herstellung von Käse und Wurst von großer Bedeutung, die – neben Tierhäuten und Wolle – an fahrende Händler verkauft werden konnten. Heute stehen landwirtschaftliche Produkte wie Oliven und Mandeln im Vordergrund.

## Geschichte
Iberische, römische, westgotische und selbst islamisch-maurische Siedlungsfunde fehlen. Nach der Rückeroberung (reconquista) des Gebietes durch die Christen im Jahr 1240 durch kastilische Truppen kam das Gebiet um La Toz unter die Grundherrschaft (señorio) der Markgrafschaft von Villena (Marquesado de Villena); aus dem Jahr 1591 ist die Existenz von erst 17 Häusern mit insgesamt ca. 100 Einwohnern überliefert.

## Sehenswürdigkeiten
Die Iglesia de San Juan Bautista ist ein Bau aus der zweiten Hälfte des 18. Jahrhunderts; die im späten Mudéjar-Stil gestaltete Fassade zeigt sowohl Abschnitte aus Werksteinen als auch aus Ziegelsteinen. Die beiden Obergeschosse des Glockenturms (campanario) und das Portal sind deutlich abgesetzt. Die dreischiffige Kirche hat ein Querhaus mit Vierungskuppel. In der flach schließenden Apsis befindet sich ein großes Altarretabel im Stil des Neoklassizismus.